# Rowlandius gladiger
Espèce
Synonymes
- Schizomus gladiger Dumitresco, 1977

Rowlandius gladiger est une espèce de schizomides de la famille des Hubbardiidae.

## Distribution
Cette espèce est endémique de Cuba. Elle se rencontre dans les provinces de Santiago de Cuba et de Granma.

## Publication originale
- Dumitresco, 1977 Autres nouvelles espèces du genre Schizomus des grottes de Cuba. Résultats des expéditions biospeologiques cubano-roumaines à Cuba, vol. 2, p. 147-158.